# 5326 Vittoriosacco
5326 Vittoriosacco este un asteroid din centura principală de asteroizi.

## Descriere
5326 Vittoriosacco este un asteroid din centura principală de asteroizi. A fost descoperit pe 8 septembrie 1988 la Observatorul La Silla de Henri Debehogne. Asteroidul prezintă o orbită caracterizată de o semiaxă mare de 2,54 ua, o excentricitate de 0,12 și o înclinație de 15,0° în raport cu ecliptica.